# 23164 Баджер
23164 Баджер (23164 Badger) — астероїд головного поясу, відкритий 5 квітня 2000 року.
Тіссеранів параметр щодо Юпітера — 3,303.